# Стюартия
Стюа́ртия (лат. Stewartia) — род двудольных цветковых растений, включённый в трибу Stewartieae семейства Чайные (Theaceae). Единственный род трибы.

## Название
Научное название рода было впервые употреблено Карлом Линнеем в 1741 году. Линней описал новый вид Stewartia malacodendron по рисунку Фридриха Эрхарта с образцов Айзека Лоусона. В письме к Линнею Лоусон просил назвать это растение именем Джона Стюарта, шотландского дворянина, увлекавшегося ботаникой.

## Ботаническое описание
Представители рода — листопадные, реже вечнозелёные кустарники или деревья, достигающие 20 м в высоту.
Листья на коротких крылатых черешках, ланцетовидной, яйцевидной или эллиптической формы, с зазубренным краем, кожистые или плёнчатые, заострённые к концу.
Цветки до 12 см в диаметре, пазушные, одиночные или в кистевидных соцветиях. Прицветники небольшие, обычно не опадающие. Чашечка разделена на 5 нахлёстывающихся друг на друга чашелистиков. Венчик белого или светло-жёлтого цвета, разделён на 5 (иногда 6—8) лепестков. Тычинки многочисленные, в количестве от 50 до 150, ближе к основанию срастающиеся в тычиночную трубку. Пестики в числе 1 или 5, с цельным или 4—6-раздельным рыльцем. Завязь верхняя, пятигнёздная, с 2—7 семязачатками в каждом гнезде.
Плод — коричневая коническая или яйцевидная коробочка, раскрывающаяся пятью створками. Семена в числе 2—4, мелкие, обратнояйцевидные, блестящие, коричневые или красноватые, иногда крылатые.
Число хромосом — x = 15, 18.

## Ареал
Виды рода Стюартия в естественных условиях распространены в Восточной Азии и на востоке Северной Америки. Вечнозелёные виды известны только из Азии.

## Таксономия

### Синонимы
- Cavanilla Salisb., 1796, nom. illeg.
- Hartia Dunn, 1902
- Malachodendron Mitch., 1769
- Malachodendrum Juss., 1789, orth. var.
- Malacodendron Giseke, 1792, orth. var.
- Melachodendron Michx., 1803, orth. var.
- Stevartia Rchb., 1827, orth. var.
- Stuartia L'Hér., 1789, orth. var.

### Виды
- Stewartia calcicola T.L.Ming & J.Li, 1996
- Stewartia cordifolia (H.L.Li) J.Li & T.L.Ming, 1996
- Stewartia crassifolia (S.Z.Yan) J.Li & T.L.Ming, 1996
- Stewartia densivillosa (Hu ex Hung T.Chang & C.X.Ye) J.Li & T.L.Ming, 1996
- Stewartia laotica (Gagnep.) J.Li & T.L.Ming, 1996
- Stewartia malacodendron L., 1753 — Стюартия малакодендрон
- Stewartia medogensis J.Li & T.L.Ming, 1996
- Stewartia micrantha (Chun) Sealy, 1967
- Stewartia monadelpha Siebold & Zucc., 1841 — Стюартия однобратственная
- Stewartia ovata (Cav.) Weath., 1939 — Стюартия яйцевидная
- Stewartia pseudocamellia Maxim., 1867 — Стюартия псевдокамеллия
- Stewartia pteropetiolata W.C.Cheng, 1934
- Stewartia rostrata Spongberg, 1974
- Stewartia rubiginosa Hung T.Chang, 1950
- Stewartia serrata Maxim., 1867
- Stewartia sichuanensis (S.Z.Yan) J.Li & T.L.Ming, 1996
- Stewartia sinensis Rehder & E.H.Wilson, 1915 — Стюартия китайская
- Stewartia sinii (Y.C.Wu) Sealy, 1967
- Stewartia villosa Merr., 1929